# Menipea vera
Menipea vera är en mossdjursart som beskrevs av Gordon 1986. Menipea vera ingår i släktet Menipea och familjen Candidae. Inga underarter finns listade i Catalogue of Life.